# Karel De Wulf
Karel De Wulf (Brugge, 25 januari 1865 – aldaar, 8 januari 1904), voluit Charles Henri Louis Jules De Wulf, was een Belgisch architect en oudheidkundige.

## Levensloop
De Wulf was de zoon van advocaat Paul De Wulf (1837-1871) en Leonie Huyghe. Zelf trouwde hij in 1889 met Leonie Eeckman, dochter van Emile Eeckman, eerste voorzitter van het Hof van Beroep in Brussel. Ze hadden een zoon, Emile De Wulf. Net als zijn vader stierf Karel op jonge leeftijd.
Hij volbracht zijn jaren oude humaniora aan het Sint-Lodewijkscollege (retorica 1882) en begon ondertussen al studies aan de Kunstacademie in Brugge (1880-1886) en vervolgens Brussel (1886-1887).
Hij ontving de 'Prijs van Rome' in 1887 voor zijn 'Ontwerp van een ambassadegebouw', met aansluitend een verblijf van vier jaar in Italië, Griekenland en Turkije, alsook Frankrijk en Duitsland. Vanuit Italië stuurde hij talrijke schetsen en tekeningen alsook acht omstandige rapporten over zijn bevindingen, naar de Koninklijke Academie.
Hij werd leraar bouwkunst aan de Kunstacademie in Brugge (oktober 1891) en directeur van de openbare werken en stadsarchitect van Brugge (juni 1892), in opvolging van Louis Delacenserie. Een van zijn leerlingen op de kunstacademie was Huib Hoste.

## Werkzaamheden als architect
Als stadsarchitect en bouwmeester voerde hij heel wat restauraties uit in Brugge. Hij heeft op het einde van de negentiende eeuw het Brugse stadsbeeld mee bepaald. Bij restauraties ontpopte hij zich als volgeling van E. Viollet-le-Duc en streefde hij naar eenheid van stijl. Voor nieuwe bouwwerken verkoos hij een terugkeer naar de traditioneel in Brugge toegepaste stijlen.
Ondanks zijn activiteiten als directeur van de stadswerken, had De Wulf een privé-praktijk, die hem toeliet, naast opdrachten voor de stad, talrijke opdrachten uit te voeren, zowel voor restauraties als voor nieuwbouw.

### Nieuwbouw
- Nieuwe zaal in het Sint-Lodewijkscollege (1887)
- Kerk en pastorie in Hertsberge (1893)
- Feestzaal Gilde der Ambachten, Oude Burg, Brugge (1894)
- Huis Baervoet, Oude Zak, Brugge (1894)
- Arbeidershuizen in Armentières (1895)
- Naaikamer in Hazebroek (1896)
- Huis Eeckman, Brussel (1896)
- Kloostergebouwen, Heist-aan-Zee (1896)
- Zeevaartcommissariaat Oostende (1897-1899)
- Schoolgebouw in Heist-aan-Zee (1897)
- Huis Jonckheere, Vlamingstraat, Brugge
- Villa Rentera, Izegem (1898)
- Watertoren in Middelkerke (1898)
- Huis Christiaens in Koekelare (1898)
- Uitbreiding Kunstacademie, Katelijnestraat, Brugge (1899)
- Villa van advocaat Schramme, Izegem (1902)
- 'Het Torretje', Elisabethlaan, Brugge (1903)
- Twee huizen, Begijnhof, Leuven (1903)
- Huis 't Hemelrijck, juffrouw Dugardyn, Werkhuisstraat, Brugge (1903)
- Instituut dr. Verhoef, Verbrand Nieuwland, Brugge (1903)
- 'Het Rood Leeuken', dr. Eug. Veys, Noordzandstraat, Brugge (1903)
- Postgebouw Oostende (1903)
- Huis F. Eeckman, Brussel (1903)
- Afsluitingen in smeedwerk rond Onze-Lieve-Vrouwekerk, Brugge (1903)
- Kasteel Leon De Wulf (later della Faille), Minnewater, Brugge (1890)
- Kasteel Coudekeuken in Sint-Andries (1895-1904)
- Eekhoutstraat - hoek Dijver, Brugge (1904 - 1906)

### Restauraties
- Restauratie Gilde der Ambachten, Oude Burg 17-19 (1894)
- Restauratie 'De Groote Jacob', Academiestraat 15, Brugge, ouderlijk huis van Charles De Wulf (1895)
- Restauratie Westgevel Sint-Jakobskerk (Sacramentskapel) Brugge (1895-1896)
- Zeven pesthuizen, Potterierei (1896)
- 't Geestelick Hof, H. Geeststraat, eigendom kan. Rommel, Brugge (1896)
- De Visitatie, Wulfhagestraat, eigendom baron de Brouwer, Brugge (1896)
- 'De Draeke', apotheker Galle, Eekhoutstraat, Brugge (1898)
- Huis naast Groot-Seminarie, Potterierei, Brugge (1898)
- 'De Kaasbolle', Vlamingstraat (1900)
- 'Het Wulveken', Sint-Jakobsstraat, Brugge (1900)
- Huis Ancot, Sint-Jakobsstraat, Brugge (1900)
- 'De Boodschap', Katelijnestraat hoek Wijngaardstraat, Brugge (1901)
- Toren Kerk van Oostkerke (1900-1902)
- Kerk van Damme (1902)
- Restauratie triforium en bovenlichten Onze-Lieve-Vrouwekerk Brugge (1900-1906)
- Huis Louis Halleux, Sint-Jorisstraat, Brugge (1903)
- 't Hof van Hollant, huis Dautricourt - de Spot, Ezelstraat 25, 8000 Brugge (1903)
- 'Den Grooten Hert', Steenstraat, 8000 Brugge (1903)
- Monumentale trap stadhuis Brugge (1903)

Een restauratie die De Wulf zich ook nog voornam was die van de Ezelpoort. Hij had hierover duidelijke ideeën, waarbij hij een strakke restauratie en terugkeer naar de oorspronkelijke bouwstijl wilde realiseren. Hiertegen kwam heel wat protest vanwege de voorstanders van 'zachte' tussenkomsten. De discussie sleepte aan en De Wulf stierf vooraleer een oplossing werd bereikt.

## Oudheidkunde
De Wulf interesseerde zich zeer aan archeologische opgravingen. Zelf zette hij zich in voor opgravingen in het triforium binnen de Brugse Onze-Lieve-Vrouwekerk. In de parochiekerk van Damme vond hij de funderingen van de oorspronkelijke koorpartij.
Hij werd lid en weldra adjunct-conservator van het Oudheidkundig Genootschap van Brugge, dat een museum voor oudheidkunde oprichtte. Hij was ook bestuurslid van de 'Cercle artistique', die tentoonstellingen organiseerde.

## Publicaties
- Notice sur le projet de restauration de la Porte des Baudets à Bruges, Brugge, 1899
- A propos d'Esthétique des Villes, Brugge, 1903